# Đội tuyển bóng đá quốc gia Hồng Kông
Đội tuyển bóng đá Hồng Kông (tiếng Trung: 香港足球代表隊) là đội tuyển bóng đá cấp quốc gia đại diện cho Đặc khu hành chính Hồng Kông thuộc Trung Quốc, do Hiệp hội bóng đá Hồng Kông quản lý.
Trận thi đấu quốc tế đầu tiên của đội tuyển Hồng Kông là trận gặp đội tuyển Hàn Quốc vào năm 1954 tại Philippines. Thành tích tốt nhất của đội cho đến nay là hạng ba Cúp bóng đá châu Á 1956.

## Danh hiệu
- Vô địch châu Á: 0

Hạng ba: 1956

## Thành tích tại các giải đấu

### Giải vô địch bóng đá thế giới
| Năm           | Thành tích               |
| ------------- | ------------------------ |
| 1930 đến 1970 | Không tham dự            |
| 1974 đến 2026 | Không vượt qua vòng loại |
| Tổng cộng     | 0/14                     |

### Cúp bóng đá châu Á
Hồng Kông từng 4 lần lọt vào vòng chung kết Cúp bóng đá châu Á với một lần giành hạng ba năm 1956 khi là chủ nhà.
| Năm           | Thành tích               | Thứ hạng                 | Số trận                  | Thắng                    | Hòa                      | Thua                     | Bàn thắng                | Bàn thua                 |
| ------------- | ------------------------ | ------------------------ | ------------------------ | ------------------------ | ------------------------ | ------------------------ | ------------------------ | ------------------------ |
| 1956          | Hạng ba                  | 3/4                      | 3                        | 0                        | 2                        | 1                        | 6                        | 7                        |
| 1960          | Không vượt qua vòng loại | Không vượt qua vòng loại | Không vượt qua vòng loại | Không vượt qua vòng loại | Không vượt qua vòng loại | Không vượt qua vòng loại | Không vượt qua vòng loại | Không vượt qua vòng loại |
| 1964          | Hạng tư                  | 4/4                      | 3                        | 0                        | 0                        | 3                        | 1                        | 5                        |
| 1968          | Hạng năm                 | 5/5                      | 4                        | 0                        | 1                        | 3                        | 2                        | 11                       |
| 1972 đến 2019 | Không vượt qua vòng loại | Không vượt qua vòng loại | Không vượt qua vòng loại | Không vượt qua vòng loại | Không vượt qua vòng loại | Không vượt qua vòng loại | Không vượt qua vòng loại | Không vượt qua vòng loại |
| 2023          | Vòng bảng                | 23/24                    | 3                        | 0                        | 0                        | 3                        | 1                        | 7                        |
| 2027          | Chưa xác định            | Chưa xác định            | Chưa xác định            | Chưa xác định            | Chưa xác định            | Chưa xác định            | Chưa xác định            | Chưa xác định            |
| Tổng cộng     | 3/15                     | 1 lần hạng ba            | 13                       | 0                        | 3                        | 10                       | 10                       | 30                       |

### Á vận hội
- (Nội dung thi đấu dành cho cấp đội tuyển quốc gia cho đến kỳ Đại hội năm 1998)

| Năm           | Thành tích    | Thứ hạng      | Số trận       | Thắng         | Hòa           | Thua          | Bàn thắng     | Bàn thua      |
| ------------- | ------------- | ------------- | ------------- | ------------- | ------------- | ------------- | ------------- | ------------- |
| 1951          | Không tham dự | Không tham dự | Không tham dự | Không tham dự | Không tham dự | Không tham dự | Không tham dự | Không tham dự |
| 1954          | Vòng 1        | 5             | 2             | 1             | 1             | 0             | 7             | 5             |
| 1958          | Tứ kết        | 7             | 3             | 2             | 0             | 1             | 8             | 6             |
| 1962 đến 1986 | Không tham dự | Không tham dự | Không tham dự | Không tham dự | Không tham dự | Không tham dự | Không tham dự | Không tham dự |
| 1990          | Vòng 1        | 9             | 3             | 1             | 0             | 2             | 3             | 4             |
| 1994          | Vòng 1        | 12            | 4             | 1             | 0             | 3             | 6             | 8             |
| 1998          | Vòng 1        | 22            | 2             | 0             | 0             | 2             | 0             | 11            |
| Tổng cộng     | 1 lần tứ kết  | 1 lần tứ kết  | 14            | 5             | 1             | 8             | 24            | 33            |

### Giải vô địch bóng đá Đông Á
| Năm           | Thành tích               | Thứ hạng                 | Số trận                  | Thắng                    | Hòa                      | Thua                     | Bàn thắng                | Bàn thua                 |
| ------------- | ------------------------ | ------------------------ | ------------------------ | ------------------------ | ------------------------ | ------------------------ | ------------------------ | ------------------------ |
| 2003          | Hạng tư                  | 4                        | 3                        | 0                        | 0                        | 3                        | 2                        | 7                        |
| 2005 đến 2008 | Không vượt qua vòng loại | Không vượt qua vòng loại | Không vượt qua vòng loại | Không vượt qua vòng loại | Không vượt qua vòng loại | Không vượt qua vòng loại | Không vượt qua vòng loại | Không vượt qua vòng loại |
| 2010          | Hạng tư                  | 4                        | 3                        | 0                        | 0                        | 3                        | 0                        | 10                       |
| 2013 đến 2017 | Không vượt qua vòng loại | Không vượt qua vòng loại | Không vượt qua vòng loại | Không vượt qua vòng loại | Không vượt qua vòng loại | Không vượt qua vòng loại | Không vượt qua vòng loại | Không vượt qua vòng loại |
| 2019          | Hạng tư                  | 4                        | 3                        | 0                        | 0                        | 3                        | 0                        | 9                        |
| Tổng cộng     | 3 lần hạng tư            | 3 lần hạng tư            | 16                       | 1                        | 1                        | 14                       | 6                        | 35                       |

## Cầu thủ

### Đội hình hiện tại
Đội hình tham dự AFC Asian Cup 2023.

Số liệu thống kê tính đến ngày 23 tháng 1 năm 2024 sau trận gặp Palestine.

| Số | VT | Cầu thủ            | Ngày sinh (tuổi)  | Trận | Bàn | Câu lạc bộ             |
| -- | -- | ------------------ | ----------------- | ---- | --- | ---------------------- |
| 1  | TM | Diệp Hồng Huy      | 21 tháng 3, 1990  | 90   | 0   | Eastern                |
| 18 | TM | Vương Vỹ Hâm       | 30 tháng 6, 2002  | 0    | 0   | Southern               |
| 19 | TM | Tạ Khải Huynh      | 4 tháng 9, 1999   | 6    | 0   | Tai Po                 |
|    |    |                    |                   |      |     |                        |
| 2  | HV | Tạ Gia Cường       | 3 tháng 5, 1992   | 8    | 0   | Radcliffe              |
| 3  | HV | Oliver Gerbig      | 12 tháng 12, 1998 | 5    | 0   | Kitchee                |
| 4  | HV | Vas Nuñez          | 22 tháng 11, 1995 | 11   | 0   | Dalian Pro             |
| 5  | HV | Hélio              | 31 tháng 1, 1986  | 35   | 1   | Kitchee                |
| 7  | HV | Law Tsz Chun       | 2 tháng 3, 1997   | 25   | 1   | Kitchee                |
| 13 | HV | Li Ngai Hoi        | 15 tháng 10, 1994 | 11   | 0   | Rangers                |
| 17 | HV | Shinichi Chan      | 5 tháng 9, 2002   | 14   | 1   | Kitchee                |
| 21 | HV | Yue Tze Nam        | 12 tháng 5, 1998  | 20   | 0   | Meizhou Hakka          |
| 23 | HV | Tôn Minh Hãm       | 19 tháng 6, 2000  | 25   | 2   | EasternPRE             |
|    |    |                    |                   |      |     |                        |
| 6  | TV | Ngô Xuân Minh      | 21 tháng 11, 1997 | 20   | 0   | Lee Man                |
| 8  | TV | Đàm Xuân Lạc       | 15 tháng 1, 1996  | 45   | 3   | Kitchee                |
| 10 | TV | Vương Vỹ           | 17 tháng 9, 1992  | 46   | 4   | Lee Man                |
| 12 | TV | Lâm Hân Đình       | 9 tháng 12, 1999  | 2    | 0   | Rangers                |
| 15 | TV | Chang Hei Yin      | 6 tháng 4, 2000   | 5    | 0   | Lee Man                |
| 16 | TV | Trần Triệu Quân    | 1 tháng 8, 1992   | 21   | 4   | Tai Po                 |
| 22 | TV | Yu Joy Yin         | 8 tháng 10, 2001  | 3    | 0   | Eastern                |
| 24 | TV | Cúc Doanh Trí      | 24 tháng 7, 1987  | 44   | 4   | Southern               |
|    |    |                    |                   |      |     |                        |
| 9  | TĐ | Matt Orr           | 1 tháng 1, 1997   | 22   | 3   | Guangxi Pingguo Haliao |
| 11 | TĐ | Everton Camargo    | 25 tháng 5, 1991  | 8    | 4   | Lee Man                |
| 14 | TĐ | Poon Pui Hin       | 3 tháng 10, 2000  | 9    | 3   | Kitchee                |
| 20 | TĐ | Michael Udebuluzor | 1 tháng 4, 2004   | 8    | 2   | FC Ingolstadt 04 II    |
| 25 | TĐ | Stefan Pereira     | 16 tháng 4, 1988  | 4    | 0   | Southern               |
| 26 | TĐ | Juninho            | 11 tháng 12, 1990 | 2    | 0   | Kitchee                |

### Triệu tập gần đây
| Vt | Cầu thủ                  | Ngày sinh (tuổi)  | Số trận | Bt | Câu lạc bộ            | Lần cuối triệu tập                           |
| -- | ------------------------ | ----------------- | ------- | -- | --------------------- | -------------------------------------------- |
| TM | Paulo César              | 27 tháng 3, 1986  | 4       | 0  | Kitchee               | Local training camp, 14-27 December 2023     |
| TM | Lương Hưng Kiệt          | 22 tháng 10, 1989 | 1       | 0  | Rangers               | Local training camp, 14-27 December 2023PRE  |
|    |                          |                   |         |    |                       |                                              |
| HV | Lương Nặc Hằng           | 14 tháng 11, 1994 | 13      | 0  | Zhejiang Pro          | Local training camp, 14-27 December 2023INJ  |
| HV | Lương Quân Chung         | 1 tháng 4, 1992   | 11      | 0  | Eastern               | Local training camp, 14-27 December 2023     |
| HV | Thái Vương Kiệt          | 5 tháng 1, 1997   | 21      | 0  | Lee Man               | Local training camp, 14-27 December 2023     |
| HV | Wong Tsz Ho              | 7 tháng 3, 1994   | 13      | 0  | Eastern               | Local training camp, 14-27 December 2023PRE  |
| HV | Fernando                 | 14 tháng 11, 1986 | 8       | 1  | Kitchee               | Local training camp, 14-27 December 2023     |
| HV | Alexander Jojo           | 11 tháng 2, 1999  | 0       | 0  | Tai Po                | Local training camp, 14-27 December 2023PRE  |
| HV | Leon Jones               | 28 tháng 2, 1998  | 0       | 0  | Eastern               | Local training camp, 14-27 December 2023PRE  |
| HV | Clement Benhaddouche     | 11 tháng 5, 1996  | 0       | 0  | Heilongjiang Ice City | Local training camp, 14-27 December 2023PRE  |
| HV | Du Vỹ Lâm                | 20 tháng 9, 1998  | 7       | 0  | Lee Man               | Local training camp, 14-27 December 2023PRE  |
| HV | Andy Russell             | 21 tháng 11, 1987 | 22      | 0  | Kitchee               | v. Bhutan , 12-17 October 2023RET            |
| HV | Phùng Hạnh Hà            | 12 tháng 12, 1992 | 9       | 0  | Lee Man               | v. Việt Nam Thái Lan, 15–19 June 2023PRE     |
|    |                          |                   |         |    |                       |                                              |
| TV | Hoàng Dương (đội trưởng) | 19 tháng 10, 1983 | 71      | 1  | Kitchee               | v. Iran Turkmenistan, 16–21 November 2023PRE |
| TV | Ngan Lok Fung            | 26 tháng 1, 1993  | 6       | 0  | Lee Man               | v. Iran Turkmenistan, 16–21 November 2023PRE |
| TV | Ngan Cheuk Pan           | 22 tháng 1, 1998  | 2       | 0  | Sham Shui Po          | v. Iran Turkmenistan, 16–21 November 2023PRE |
| TV | Diego Eli                | 4 tháng 9, 1988   | 4       | 0  | Lee Man               | v. Singapore Malaysia, 23–28 March 2023PRE   |
|    |                          |                   |         |    |                       |                                              |
| TĐ | Mahama Awal              | 10 tháng 6, 1991  | 7       | 0  | Southern              | Local training camp, 14-27 December 2023     |
| TĐ | Vương Hạo Xuân           | 2 tháng 4, 2002   | 1       | 0  | Eastern               | v. Iran Turkmenistan, 16–21 November 2023PRE |
| TĐ | Lưu Chí Lạc              | 15 tháng 10, 1993 | 0       | 0  | Rangers               | v. Iran Turkmenistan, 16–21 November 2023PRE |
| TĐ | Lưu Gia Kiều             | 10 tháng 2, 2002  | 0       | 0  | HK U23                | v. Singapore Malaysia, 23–28 March 2023PRE   |
| TĐ | Jahangir Khan            | 3 tháng 10, 2000  | 9       | 0  | HKFC                  | v. Singapore Malaysia, 23–28 March 2023PRE   |

Chú thích
INJ Cầu thủ rút lui vì chấn thương